# Fogalom
A fogalmak dolgok, tárgyak, személyek tulajdonságai, közöttük fennálló vélt vagy valós kapcsolatok, összefüggések (relációk). A fogalmak, illetve ezek közti viszonyok a rendszeres vagy tudományos gondolkodás tárgyai. Fogalom tulajdonképpen minden, amit állítani lehet. A fogalom maga máig filozófiai viták kereszttüzében áll, ily módon nem tisztázott teljes mértékig, hogy mit kell értenünk alatta, értelmezésére számos elméletet vázoltak fel. Vannak azonban a fogalmak működését bizonyos határokon belül jól leíró elméletek, melyek kikerültek a filozófiai diskurzusból és hatékony alkalmazásra találtak a logika, a nyelvészet, az informatika és a deduktív tudományok területén. Ilyenek az osztályelmélet, a halmazelmélet, a nyelvészeti és logikai szemantika.
Példák fogalmakra:
„szeretet”, „háziállat”, „adás-vétel”, „gumicukor”, „a római pápa”, „földön kívüli civilizáció”, „hétfejű sárkány”, „A Magyar Köztársaság Országgyűlése”, „hőmérséklet”
A fogalmak első osztályozását Arisztotelész végezte el, az ő munkássága révén létrejött elméletet nevezzük klasszikus fogalomelméletnek (vagy archaikus kifejezéssel fogalomtannak). A későbbiekben Descartes, Locke, Hume, Leibniz majd Frege, Russell, Wittgenstein és mások foglalkoztak a fogalmak természetével. Ma is új, tartalmas elméletekkel állnak elő Hilary Putnam, Jerry Fodor és még sokan mások.

## Klasszikus fogalomelmélet

### Fogalmak szerkezete
A fogalmakat úgy képzeljük el, mint alapvető fogalmak összetételeit. A klasszikus elmélet tehát a fogalmak kompozicionális tulajdonságát hangsúlyozza és minden fogalmak esetén feltételez egy azt meghatározó definicionális szerkezetet. Az F összetett fogalmat tehát olyan szükséges és elégséges feltételek (ismérvek) együttese definiálja, melyek megadják a kritériumát annak, hogy állíthassuk vagy tagadhassuk, hogy egy adott a dolog esetén:
az a dolog az F fogalom alá esik
Például az agglegény fogalmát definiáljuk úgy, mint olyan felnőtt férfi, aki nőtlen, vagyis
agglegény =def felnőtt férfi és nőtlen
A klasszikus definíciót (definitio fit per genus proximum et differentiam specificam) jellemzően úgy szerkesztjük meg, hogy egy tágabb fogalomhoz (nem – genus) sajátos meghatározó tulajdonságot, tulajdonságokat jelölünk ki (faji sajátosságok – differentiam specificam).
Például
paralelogramma =def négyszög és szemközti oldalai párhuzamosak
itt a nemfogalom a négyszög fogalma, a faji sajátosság a szemközti oldalai párhuzamosak fogalma.
A klasszikus fogalomtan egységes eljárásban láttatja a fogalmakkal kapcsolatos feladatokat. Amikor új fogalmat definiálunk, akkor ezt a definíció helyessége érdekében úgy kell megtenni, hogy pontosan meg kell adni a szükséges és elégséges ismérvek rendszerét. Egy adott tudományterület esetén úgy kell szisztematikusan feltárni a fogalomrendszert, hogy az összes jellemző fogalmat be kell sorolni nem–faj osztályokba. (Arisztotelész például ezt az élőlények osztályokba sorolásával és számos mással is elvégezte.) Amikor pedig az a feladatunk, hogy ellenőrizzük, hogy egy adott dolog egy adott fogalom alá tartozik-e, akkor nem kell mást tennünk, mint azt megvizsgálni, hogy a dolog a fogalmat definiáló ismérvei alá esik-e.

### Fogalmak terjedelme és tartalma

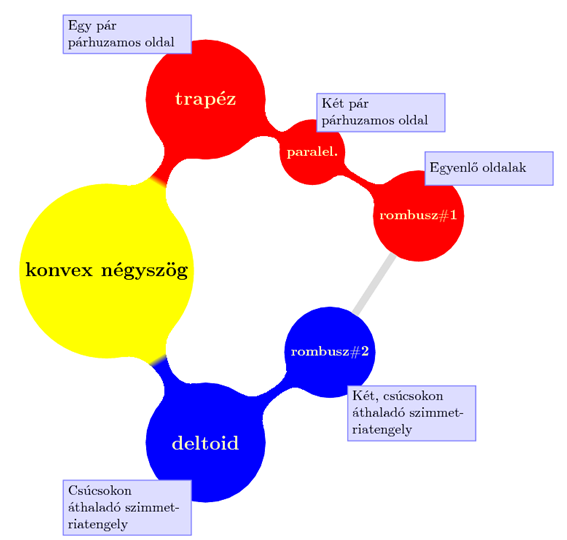
A rombusz fogalmát kétféleképpen is definiálhatjuk. Ekkor a két fogalom terjedelme azonos lesz. Ezt az extenzionális egybeesést jelöli a szürke vonal.

A nem-faj besorolás elvezet ahhoz a problémához, hogy azonos nembe tartozó fogalmakat hogyan hasonlítsunk össze. Például
Minden rombusz paralelogramma, de nem minden paralelogramma rombusz.
Van olyan deltoid, ami nem téglalap, és van olyan téglalap, ami nem deltoid.
A fogalmak összehasonlíthatóságának elmélete nem más, mint azon összességek összehasonlítása, amelyek elemei a fogalmak alá tartoznak. Egy F fogalom terjedelmének (vagy extenziójának) nevezzük azon dolgok összességét, melyek a fogalom alá tartoznak.
Adott fogalom terjedelme általában elmosódott határral rendelkezik. Egyes dolgok esetén kérdéses, hogy a fogalom alá tartozik-e vagy sem. Ez a határozatlanság még akkor is jelentkezik, amikor a fogalom az ismérvei által pontosan definiált. Vannak azonban tudományterületek, melyekben a terjedelmek határai élesnek vehetők, mint például az axiomatikus-deduktív tudományok esetén. Ezekben az osztályelmélet a fogalmak extenzionális vizsgálatának hatékony módszerévé vált. A fogalmakat ekkor a terjedelmüket reprezentáló osztályokkal helyettesítik, amit vizsgálnak pedig az, hogy része-e az egyik osztály a másiknak. A vizsgálódás szofisztikáltabb változatát a halmazelmélet adja.
Egy fogalom tartalma, az őt alkotó részfogalmak (ismérvek) összessége. Például az
F =def a darabban játszó főiskolás lányok
fogalom ismérvei a játszik a darabban, főiskolás és lány fogalmak. Ezek együttese az F fogalom tartalma. Érdemes megjegyezni, hogy a terjedelem mérete fordított kapcsolatban van a tartalom alkotóinak számával. Több az ismérv együttes megkövetelése szűkíti a fogalom terjedelmét.

### Általános, egyedi és üres fogalmak
Általánosnak nevezünk egy fogalmat, ha a terjedelmébe több dolog tartozik; egyedinek, ha egy; és üresnek, ha egy se. Például a
halandó
általános fogalom, a
Francia Köztársaság jelenlegi elnöke
egyedi, a
huszonnégy fejű sárkány
üres. Az általános fogalmak terjedelmi összehasonlításának vizsgálatát teljesen elvégezte Arisztotelész a kategorikus szillogizmusok elméletében.
Az egyedi és üres fogalmak vizsgálata felveti a kérdést, hogy ha csak egy vagy egy dolog se tartozik egy fogalomhoz, akkor vajon van-e egyáltalán jelentése vagy tartalma a fogalomnak. Az ilyen fogalmakra vonatkozó vizsgálatokat Frege és Russell alapozták meg.

## Fregei fogalomelemzés
Frege a klasszikus fogalomelméletre építve adott a fogalmakra egy olyan jelentéselméletet, melyet a modern nyelvfilozófiai vizsgálódások alapkoncepciójának tekinthetünk.
A fogalmak elemzését azzal kezdte, hogy azok nyelvi megnyilvánulásait vizsgálta, ezzel az analitikus filozófia előfutárává és a modern logika megteremtőjévé vált. Frege rámutatott a kompozicionalitás elvére. A mondatok állítást fejeznek ki, de a mondatok részei alkotják az egészet, így az állításokat is összetevőkre bonthatjuk, melyek kiadják az állítást, illetve azt a gondolatot, mely az állításban fogalmazódik meg. Ennek alapján a fogalmak az állítások olyan befejezetlennek vagy hiányosnak tekinthető részei, melyet egy tárgyra vonatkoztatva zárt állítást kapunk. Frege a fogalmakat ugyanolyan létező dolgoknak gondolta, mint a tárgyakat, csak ezeket absztrakt létezőknek kell elképzelnünk. Például a
Napóleon győzött Waterloonál
mondat egy állítást (fregei kifejezéssel „megítélhető tartalmat”) fejez ki. Ebben a győzött Waterloonál mondatrész egy fogalomra utal, a Napóleon tulajdonnév pedig egy személyre, aki vagy a fogalom alá tartozik, vagy nem. A győzött Waterloonál fogalom azonban ugyanolyan létező entitás, mint Napóleon, csak nem a fizikai világban, hanem a fogalmak absztrakt világában létezik. Ebben semmi meglepő nincs, gondoljunk a Föld forgástengelyére. Ez is létező entitás, holott nem egy fizikai létező. Frege fenti nézetét platonista ontológiai alapállásnak nevezzük.

### Függvény és fogalom
Frege szerint a fogalmak függvények. A győzött Waterloonál fogalom ugyanúgy hiányos, mint egy függvénykifejezés az argumentumának behelyettesítése nélkül. Ám ha egy személyre vonatkoztatjuk, akkor egy állítást kapunk:
Jelölje V( x ) az „x győzött Waterloonál” fogalmat. Ekkor
V( Napóleon ) = Napóleon győzött Waterloonál.
V( Wellington ) = Wellington győzött Waterloonál.
Ez a szemlélet az úgynevezett „függvény–argumentuma” felbontás.

### Jelölet és jelentés
Frege a fogalmakat kifejező nyelvi szerkezeteknek jelöletet és jelentést tulajdonít. A jelölet, az, amire a nyelvi elem utal. Név esetén ez a név referenciája, azaz amely tárgyat jelöl, fogalom esetén a fogalom extenziója, azon dolgok összessége, melyek a fogalom alá tartoznak. A kijelentő mondatok jelölete az Igaz és Hamis igazságértékek egyike.
Mindezeknek azonban jelentése vagy értelme (németül: Sinn, angulul: sense) is lehet. Fogalom esetén ezt úgy kell elképzelni, mint magának a függvénynek az egészét (nem csak az igazságtartományát, fregei kifejezéssel értékmenetét). Az értelem létezését a következő példával igazolhatjuk. Az
```
Pisti
 azt hiszi, az Állatfarmot 
George Orwell
 írta.

George Orwell
 nem más, mint 
Eric Blair
.
--------------------------------------------------
Pisti azt hiszi, az Állatfarmot Eric Blair írta.
```

következtetés nem érvényes, de ezt csak úgy tudjuk igazolni, ha figyelembe vesszük, hogy Pisti hite esetleg csak a George Orwell névhez kötődik, arról nincs tudomása, hogy ez az írónak csak felvett neve, a két név jelentése más, bár a referenciájuk különbözik. Egy másik példa a
Franciaország jelenlegi királya
fogalom, mely ha úgy vesszük, hogy személyt ír le, akkor nincs jelölete. Ennek ellenére világos, hogy van jelentése.

### A fogalom, mint a fregei Sinn
C. Peacocke és E. Zalta javasolták, hogy a fogalmakra úgy tekintsünk, mint amit Frege jelentésnek vagy értelemnek nevez (Sinn). A nyelv analitikus vizsgálatát elvégezve extenzionális szemantikai értéket (jelöletet, igazságértéket, igazságtartományt) és intenzionális szemantikai értéket (jelentést) kell adnunk a nyelvi elemeknek. Amit egy hiányos mondatnak, predikátumnak vagy funktornak intenzionális jelentést adnánk, felfogható úgy, mint Frege Sinnje. A fenti filozófusok érvelnek amellett, hogy a fogalmakat a hiányos nyelvi kifejezések jelentéseként (Sinnjeként) kell értelmeznünk.
Egy nyelvi kifejezés intenziója a lehetséges világok szemantikájában nem más, mint az a függvény, mely a lehetséges világokon értelmezett és egy ilyenhez a nyelvi kifejezés extenzióját rendeli. Ebben az értelemben az intenziónak alkotóeleme az extenzió, ilyen szellemben az intenzió tehát tényleg nem lehet több, mint amit a kifejezés által kifejezett fogalomnak gondolunk.

## Halmazelméleti szemantika
A fogalmak működését Frege szellemében először Tarski kísérelte meg matematikai modellben tárgyalni, ez a modellelméleti szemantika. Az így nyert vizsgálódási módszer rendkívül hasznosnak bizonyult a deduktív tudományokban, mint a matematikában, az elméleti fizikában és az informatikában, de alkalmazásra talált a nyelvészetben is. Lényegében arról van szó, hogy egy rögzített formális nyelvben vagy a természetes nyelv egy drasztikusan leszűkített töredékében a nyelvi elemekhez olyan matematikai objektumokat rendelünk, amik megfelelnek a klasszikus értelemben vett jelölet és jelentés kritériumainak, legalábbis egy adott értelemben.
A vizsgálatok extenzionálisan, ha csak a terjedelmeket adjuk meg a fenti módon és intenzionálisak, ha a nyelvi elemek értelemére is tekintettel vagyunk. Az extenzionális vizsgálatok a matematika módszereinek kutatásában alapvető eszközökké váltak. A matematikai fogalmak kapcsolatát ugyanis messzemenőkig leírják a köztük lévő extenzionális viszonyok. Jelentésbeli vizsgálatok a matematikára vonatkozóan valójában csak a matematikafilozófiai értekezésekben jelennek meg, a mindennapi matematikai gyakorlatban ezekre lényegélben nincs szükség. Egyáltalán nem véletlen, hogy az extenzionális vizsgálatok ilyen sikerrel jártak ezen a területen. Frege, az alapgondolat megalkotója maga is matematikus volt.
A nyelv szemantikai vizsgálatánál jut szerephez az intenzionális vizsgálódás. Emellett a modellelméleti eszköz kiválóan alkalmas modális logikai jelenségek modellezésére is.

## Külső hivatkozások
- Eric Margolis, Stephen Laurence, Concepts, Stanford Encyclopedia of Philosophy
- G. Havas Katalin, Formális logika, Kossuth 1973.
- Egyéb filozófiai eszmecsere